# Abadía de San Quirce
La abadía de San Quirce fue una antigua abadía del municipio español de Los Ausines, en la provincia de Burgos. Se conserva su iglesia.

## Descripción
Vicente Lampérez y Romea remonta el origen de la iglesia al siglo x. El imafronte principal del templo está orientado al oeste. Ostenta la fachada en su parte inferior una puerta de estilo románico, con arcos abocinados de medio punto, grueso baquetón y archivolta ajedrezada, que descansan en columnas, y tejaroz compuesto de canes y metopas. Sobre el volado cuerpo de esta portada ábrese un muro liso, abierto con sencilla ventana y terminado por las inclinadas líneas de la cubierta. En las enjutas del arco de una puerta en el lado norte aparecerían empotradas en pintoresco desorden hasta quince piedras esculpidas con escenas variadas, como la figura del Salvador en la tradicional postura que le asigna el arte románico, la Visitación de la Virgen, figuras de santos, signos del Zodíaco y un ballestero preparando su arma. El carácter de estas esculturas, un tanto arcaicas dentro del estilo románico, sería una de las razones por las que Vicente Lampérez cree que son restos salvados de la demolición de una construcción anterior. El único ábside que tiene la iglesia presenta al exterior rudos contrafuertes, entre los que se abren óculos de sencilla composición, cubriendo este cuerpo su bóveda con hiladas de piedra en vierteaguas. Sobre la parte central de la iglesia se levante una torre cuadrada, coetánea en su primer cuerpo de la fábrica de aquella, pero cuya terminación dataría del siglo xvi. La iglesia se compone de una sola nave.
El 3 de junio de 1931, durante la Segunda República, fue declarada monumento histórico-artístico perteneciente al tesoro nacional, mediante un decreto publicado el día siguiente en la Gaceta de Madrid, con la rúbrica del presidente del Gobierno provisional, Niceto Alcalá-Zamora, y del ministro de Instrucción Pública y Bellas Artes, Marcelino Domingo. En la actualidad cuenta con el estatus de bien de interés cultural.